# Амажари
Амажари е град — община в северозападната част на бразилския щат Рорайма, на границата с Венецуела. Общината е част от икономико-статистическия микрорегион Боа Виста, мезорегион Северна Рорайма. Населението на Амажари към 2010 г. е 9330 души, а територията е 28 472.223 km2.

## История
През 1975 пристигат първите заселници в местността. На 17 октомври 1995 г., на основание закон № 097, е създадена общината в сегашните ѝ граници.

## География
Амажари заема 12,70% от общата територия на щата. Присъствието на индиански общности в общината възлиза на 58,71%. По отношение на релефа, около 50% от повърхността са равнинни площи, 10% – наводняеми, а останалите 40% – хълмиста повърхност.
Климат
По ска̀лата на Кьопен общо взето преобладават два вида климат: Aw, т.е. тропично-дъждовен саванен климат с кратък сух период, и Am, тропично-дъждовен мусонен климат в най-източните части. Средната температура на общината е около 26 °C.
Води
По-важните реки, които протичат през територията на общината са Урарикоера, Париме и Амажари (тази последната дава името на града). Валежите регистрират средни стойности от порядъка на 2.000 mm.
Граници
- Север/Запад: Венецуела
- Юг: Общини Алту Алегри и Боа Виста
- Изток: Община Пакарайма

## Икономика
Икономиката се основава на аграрния сектор. Сред земеделските култури се отглеждат предимно царевица, маниока, банани, захарна тръстика и ориз. Общината има потенциал за производство на перманентни култури, като напр. кафе, и др. Разполага и с възможност за развитие на аквакултури в по-гористата част, както и туризма (напр. Сера ду Тепекен, местността на водопадите на Ереу и др.).

## Културни и туристически атракции
- Биологичен резерват остров Марака – Първата екологична станция на Бразилия и трети най-голям речен остров по територия на Земята; по-големи са само Маражо̀ и Бананал. Има голямо биоразнообразие и ендемични популации на флора и фауна. Посещения са позволени само с разрешение на IBAMA (Бразилския институт по околната среда). Достига се по щатския път RR-205 (асфалтирана).
- Екологичен курорт Сеск Тепекен – Разположен на върха на планината Тепекен, има общежитие с отлични съоръжения. Атракции: водопадите Пайва, Собрал, Барата, Фунил и други. Достига се по междущатския път BR-174 до km 100, после по щатския RR-203 (асфалтиран) до разклона за Трайрау. После оттам, още 4 km нагоре. Препоръчително е колата да бъде 4 x 4.